# حلة الشرقية (الرياض)
حلة الشرقية كانت حيًّا ودوارًا داخل أسوار المدينة في مدينة الرياض القديمة، في المملكة العربية السعودية، تقع إلى الغرب من حي دخنة وإلى الشرق من حلة المريقب في الجزء الجنوبي الغربي من بلدة الرياض المسورة. كان يضم مسجد الشرقية، ومسجد خالد بن سعود، وسوق السدرة، ومسجد الجفره.
تمت تسمية حلة الشرقية نسبةً إلى بئر قديمة تعود ملكيتها إلى عائلة الظفران، وكانت محددة بشارع حلة دخنة من الشرق، وشارع حلة المريقب من الغرب، و قصر الحكم من الشمال.